# Marian Hannah Winter
Marian Hannah Winter, née le 20 mars 1910 à New York et morte le 15 décembre 1981 à Paris 16e, est une historienne de la danse américaine.
En 1947, elle publie Juba and American Minstrelsy, une biographie de « Master Juba », le premier danseur de claquettes noir à se produire devant un public de Blancs, vers le milieu du XIXe siècle.
À la fin de sa vie, Winter s'établit en France et meurt à Paris en 1981.

## Œuvres principales
- « Juba and American Minstrelsy », Dance Index, 6/2, février 1947. pp 28-47.
- Le Théâtre du merveilleux. Préface de Marcel Marceau, Paris, Perrin, 1962.
- The Theatre of Marvels, New York, Blom, 1964.
- The Pre-romantic Ballet, London, New York, 1974.